# Batrachuperus taibaiensis
Batrachuperus taibaiensis (лат.) — хвостатое земноводное («тритон») из семейства углозубов (Hynobiidae), обитающее в Западном Китае.

## Описание
Крупный (15,9—21,7 см) коренастый тритон. Голова умеренно уплощённая, её длина от конца морды до подъязычной (гулярной) складки больше, чем её ширина. Морда короткая и закруглённая. Угол рта позади заднего края глаза. На верхней и нижней челюстях сидят крошечные зубы. Язык овальной формы без свободного конца. Сошниковых зубов четыре, расположены в виде буквы «V». Тело коренастое. Длина туловища у самцов немного превышает длину хвоста, у самок они примерно равны. Костальных борозд 11. Ноги относительно сильные, но короткие: будучи вытянуты вдоль туловища по направлению друг к другу, передние и задние ноги соприкасаются у сеголетков и оказываются разделёнными 1—3 костальными бороздами у взрослых. Бугорки на стопах отсутствуют у большинства особей. Ороговевшие участки покровов на пальцах и стопах отсутствуют. Хвост округлый в основании и постепенно уплощается к своему концу. Образующийся в результате хвостовой плавник умеренно высокий.
Морфологически очень схож с большим углозубом, от которого отличает отсутствие ороговевших покровов на стопах (всегда) и кончиках пальцев (в большинстве случаев) и жаберных щелей у взрослых. От наиболее близкого географически тибетского углозуба отличается крупными размерами и расположением сошниковых зубов. Но по данным молекулярно-генетических исследований наиболее близок тибетскому углозубу и Batrachuperus karlschmidti.

## Распространение и образ жизни
Известен всего из одной точки — уезда Чжоучжи в провинции Шаньси на северных склонах хребта Циньлин. Встречается на высоте 1260 м над у. м. Постоянноводный вид, обитает в потоках с густой прибрежной растительностью, протекающих по степным склонам. Предпочитает участки с замедленным течением, где держится под крупными камнями.